# Alberta Schenck Adams
Alberta Daisy Schenck Adams (1 de junho de 1928 - 6 de julho de 2009) foi uma ativista dos direitos civis na luta pela igualdade dos povos indígenas no então Território do Alasca. Seu protesto às práticas de segregação foi citado durante os procedimentos do Legislativo Territorial na aprovação da lei antidiscriminação de 1945 do Alasca, uma década antes da decisão do Brown v. Board of Education do Conselho de Educação que proibiu a segregação em escolas públicas, e antes que Rosa Parks, no Alabama, desencadeasse um boicote aos ônibus públicos ao se recusar a ceder seu lugar a um branco.

## Biografia
Alberta Schenck nasceu em Nome, Alasca, em 1 de junho de 1928, filha de Albert Schenck, um veterano do exército branco na Primeira Guerra Mundial, Mary Pushruk Schenck, de descendência nativa Inupiat.  Ela nasceu em uma época em que os povos indígenas no então Território do Alasca estavam sujeitos a práticas segregadas que muitas vezes deixavam crianças não brancas sem educação por falta de instalações. Também à época, alguns estabelecimentos comerciais segregados chegavam a anunciar que todos os seus funcionários eram brancos.
Quando era uma aluna do ensino secundário em 1944, Schenck tinha um emprego de meio expediente no Alaska Dream Theatre, uma sala de cinema de sua cidade natal, na qual parte de seu trabalho era garantir que os clientes não brancos se sentassem nas áreas segregadas designadas. Ela acabou registrando uma reclamação contra o empresário do cinema e foi demitida. Como resposta, Schenck publicou um artigo de opinião no jornal The Nome Nugget e, mais tarde, ela foi ao mesmo cinema com um namorado branco, e os dois sentaram na seção "Apenas brancos". Ela e seu par, um sargento do exército dos Estados Unidos, se recusaram a se retirar quando o gerente exigiu que saíssem da seção. O gerente do teatro contatou a polícia local, que prendeu Schenck e a colocou na prisão por uma noite. Sua detenção mobilizou a comunidade inupiat local, que protestou no teatro até sua libertação no dia seguinte.
Indignada e determinada a não ser detida novamente, Schenck redigiu uma carta ao governador do Alasca Ernest Gruening e relatou o incidente a ele. No ano anterior, o governador vira seu projeto de lei antidiscriminação ser derrotado no Legislativo Territorial. Sua carta inspirou o governador a reintroduzir o projeto de lei, ocasião em que sua experiência foi citada em plenário. Gruening respondeu à carta dela jurando que ninguém mais receberia aquele tipo de tratamento no Alasca. O projeto reintroduzido foi aprovado em ambas as casas da legislatura e foi transformado em lei como Lei Antidiscriminação em 16 de fevereiro de 1945. O papel que Alberta Schenck desempenhou foi fundamental para a aprovação da legislação antidiscriminação do Alasca de 1945, que se tornou parte do Movimento dos Direitos Civis nos Estados Unidos.
Alberta Schenck se casou com um homem chamado Adams e mudou-se para a Califórnia. Ela morreu em 6 de julho de 2009, em Anaheim, de insuficiência cardíaca congestiva.